# Post scriptum
Post scriptum eller P.S. er latin og betyder efterskrift. På dansk staves det postscriptum og forkortes PS eller p.s. Det benyttes litterært i slutningen af en tekst, hvor forfatteren tilføjer en eller flere forhastede sætninger som et informativt tillæg til det som allerede er skrevet, eller som en tillægsoplysning uafhængig af tekstens øvrige tema. Postscripta findes oftest i uformelle breve, tilføjet efter afsenderens underskrift. Samme type information kan også blive tilføjet i bøger og essays, men da er udførelsen ofte mere gennemtænkt og kaldes gerne efterord.